# 2 juni
2 juni is de 153ste dag van het jaar (154ste dag in een schrikkeljaar) in de gregoriaanse kalender. Hierna volgen nog 212 dagen tot het einde van het jaar.

## Gebeurtenissen
- Algemeen
  - 1677 - Johan van Nassau-Idstein wordt opgevolgd door zijn zoon George August Samuel.
  - 1973 - Koningin Juliana opent het Van Gogh Museum in Amsterdam.
  - 2012 - Bij een botsing tussen een vrachtvliegtuig en een bus bij het vliegveld van de Ghanese hoofdstad Accra komen minstens tien mensen om het leven.
  - 2014 - Een grote uitbarsting van de vulkaan Sangeang in het zuiden van Indonesië hindert het vliegverkeer. De berg op een van de Kleine Soenda-eilanden, ten oosten van het populaire vakantie-eiland Bali, spuwt as en rook tot drie kilometer hoogte de lucht in.
  - 2023 - Bij een treinramp bij Bahanagar in India vallen meer dan 1000 slachtoffers waaronder zo'n 300 doden.[1]

- Media
  - 2019 - De allereerste aflevering van Café Hendriks en Genee wordt uitgezonden. Zanger Frans Duijts opent met de tune van de nieuwe talkshow met als presentatoren Wilfred Genee en Hélène Hendriks.
  - 2022 - Jan de Hoop neemt na 33 jaar afscheid als presentator van het RTL Ontbijtnieuws.

- Oorlog
  - 1994 - Het Rwandees Patriottisch Front laat bij monde van haar leider Paul Kagame weten het schieten op burgers te vermijden en te proberen om VN-soldaten niet in gevaar te brengen.
  - 1995 - De Servische president Slobodan Milošević maakt bekend dat de Bosnische Serviërs 120 gegijzelde blauwhelmen hebben vrijgelaten. De regering van klein-Joegoslavië (Servië en Montenegro) heeft eerder op de dag opgeroepen tot "onmiddellijke vrijlating" van alle VN'ers.

- Politiek
  - 193 - Lucius Septimius Severus wordt als princeps (cf. keizer) geïnstalleerd en ontbindt de pretoriaanse garde.
  - 1780 - De Gordon Riots breken uit in Londen.
  - 1793 - De jakobijnen grijpen de macht in Frankrijk en zetten de girondijnen af. Begin van het Schrikbewind.
  - 1946 - Na een volksraadpleging wordt Italië een republiek.
  - 1953 - Elizabeth II van het Verenigd Koninkrijk wordt gekroond tot koningin, de eerste kroning die op televisie wordt uitgezonden.
  - 1992 - Bij referendum wordt in Denemarken het Verdrag van Maastricht afgewezen.
  - 2008 - Twee Boliviaanse departementen, Beni en Pando, spreken zich in een referendum uit voor autonomie.

- Religie
  - 575 - Benedictus I wordt Paus.
  - 1840 - Oprichting van het Apostolisch vicariaat Luxemburg.
  - 1840 - Oprichting van het Apostolisch Vicariaat Limburg in Nederland.
  - 1951 - Encycliek Evangelii Praecones van Paus Pius XII over het bevorderen van het katholieke missiewerk.
  - 1979 - Paus Johannes Paulus II komt aan in zijn vaderland Polen en is de eerste paus die een communistisch land bezoekt.
  - 2001 - Bisschopswijding van Gerard de Korte, Nederlands hulpbisschop van Utrecht, door kardinaal Adrianus Simonis in de Sint-Catharinakathedraal in Utrecht.

- Sport
  - 1907 - In Peking gaan vijf auto's van verschillend fabricaat van start voor een race Peking-Parijs.
  - 1935 - Oprichting van het Dansk Håndbold Forbund.
  - 1971 - Ajax wint de Europacup I door Panathinaikos in Londen met 2-0 te verslaan.
  - 1978 - De Portugese scheidsrechter António Garrido deelt tijdens Argentinië-Hongarije (2-1) als eerste arbiter ooit twee rode kaarten uit tijdens een WK-eindronde: hij stuurt de Hongaren András Tórócsik en Tibor Nyilasi in de slotfase van het veld.
  - 1982 - Bokser Rudi Koopmans verdedigt in Italië met succes zijn Europese titel in het halfzwaargewicht tegen zijn Italiaanse uitdager Christiano Cavina.
  - 1991 - De Finse speerwerper Seppo Räty scherpt in Punkalaidun zijn wereldrecord aan tot 96,96 meter, bijna vijf meter meer dan de afstand die hij op 6 mei 1991 in de Japanse stad Shizuoka wist te overbruggen.

- Wetenschap en technologie
  - 1686 - De Britse Royal Society besluit tot het uitgeven van Principia Mathematica van Sir Isaac Newton.
  - 1896 - De in Engeland werkende Italiaanse ingenieur Guglielmo Marconi ontvangt patent voor zijn uitvinding van de draadloze telegrafie.
  - 1966 - NASA's Surveyor 1 maakt als eerste Amerikaanse ruimtevaartuig een zachte landing op de Maan.[2][3]
  - 1995 - Het aantal jongeren in Nederland met suikerziekte is in tien jaar tijd met 17 tot 23 procent gestegen. Dat blijkt uit een inventarisatie van de jonge suikerziektepatiënten die in de jaren 1988 tot en met 1990 door kinderartsen of internisten in behandeling zijn genomen.
  - 2003 - Vanaf lanceerbasis Bajkonoer wordt de Mars Express gelanceerd, de eerste Europese missie naar Mars. Het ruimtevaartuig bestaat uit de Mars Express Orbiter en een lander Beagle 2.[4]
  - 2022 - Lancering van 9 satellieten van Zhejiang Geely Holding Group met een Lange Mars 2C raket vanaf de lanceerbasis bij Xichang. Het zijn de eerste satellieten van een grote constellatie satellieten die gebruikt gaat worden voor zelfrijdende voertuigen.[5]
  - 2023 - Voor het eerst in de geschiedenis zijn er livebeelden vanaf de planeet Mars te zien die worden gemaakt door het Mars Express ruimtevaartuig van ESA. Door de grote afstand tussen de Aarde en de rode planeet hebben de beelden een vertraging van zo'n 18 minuten.[6]

## Geboren

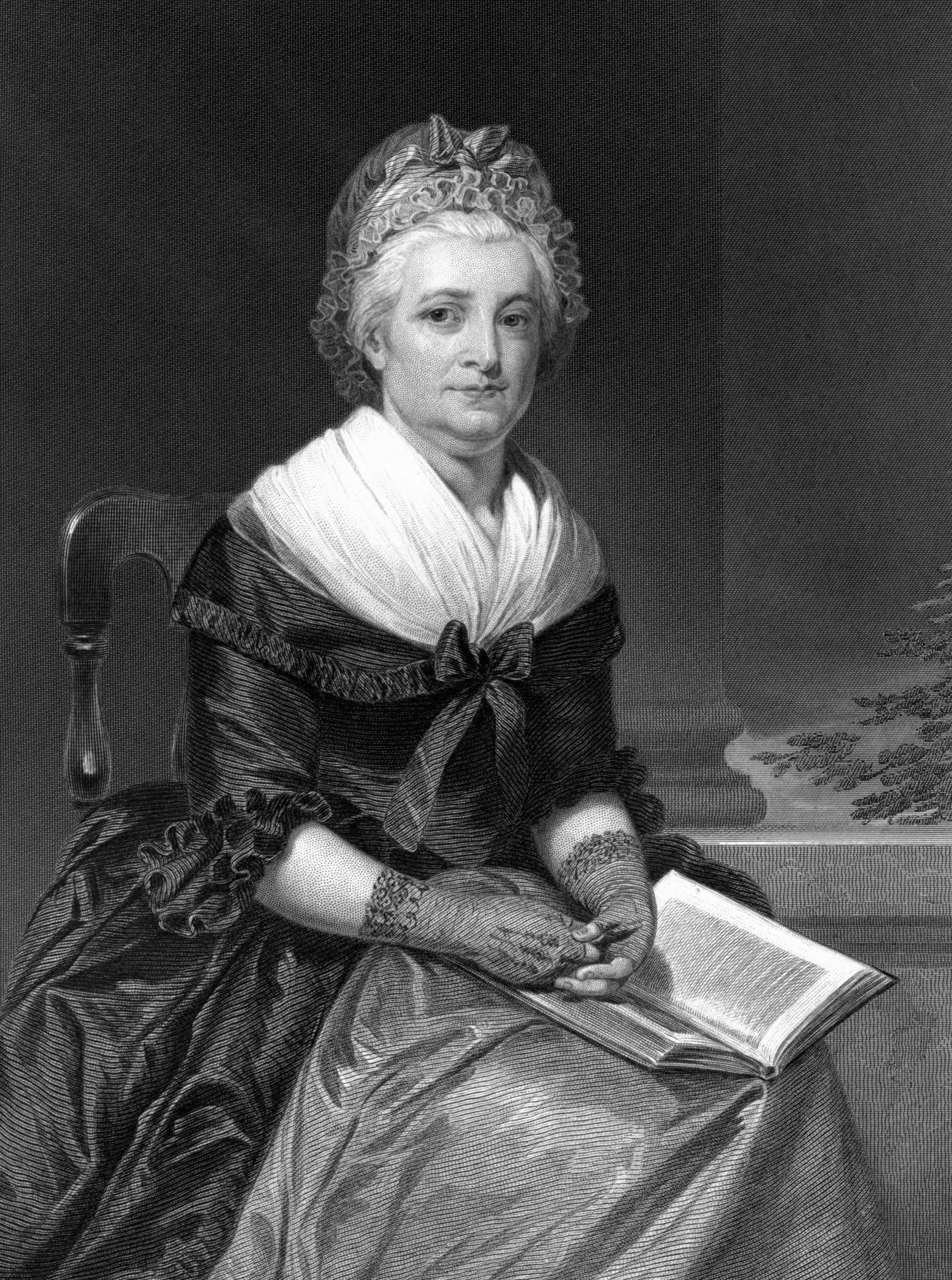
Martha Washington
geboren in 1731

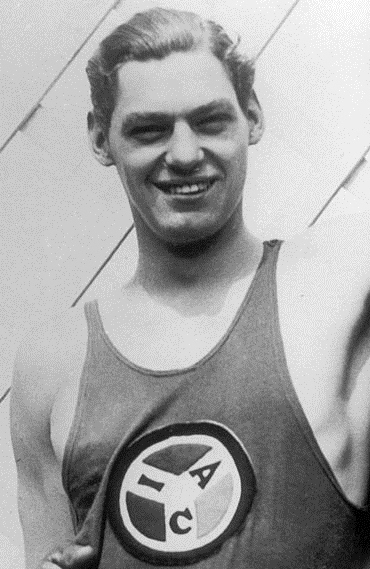
Johnny Weissmuller
geboren in 1904

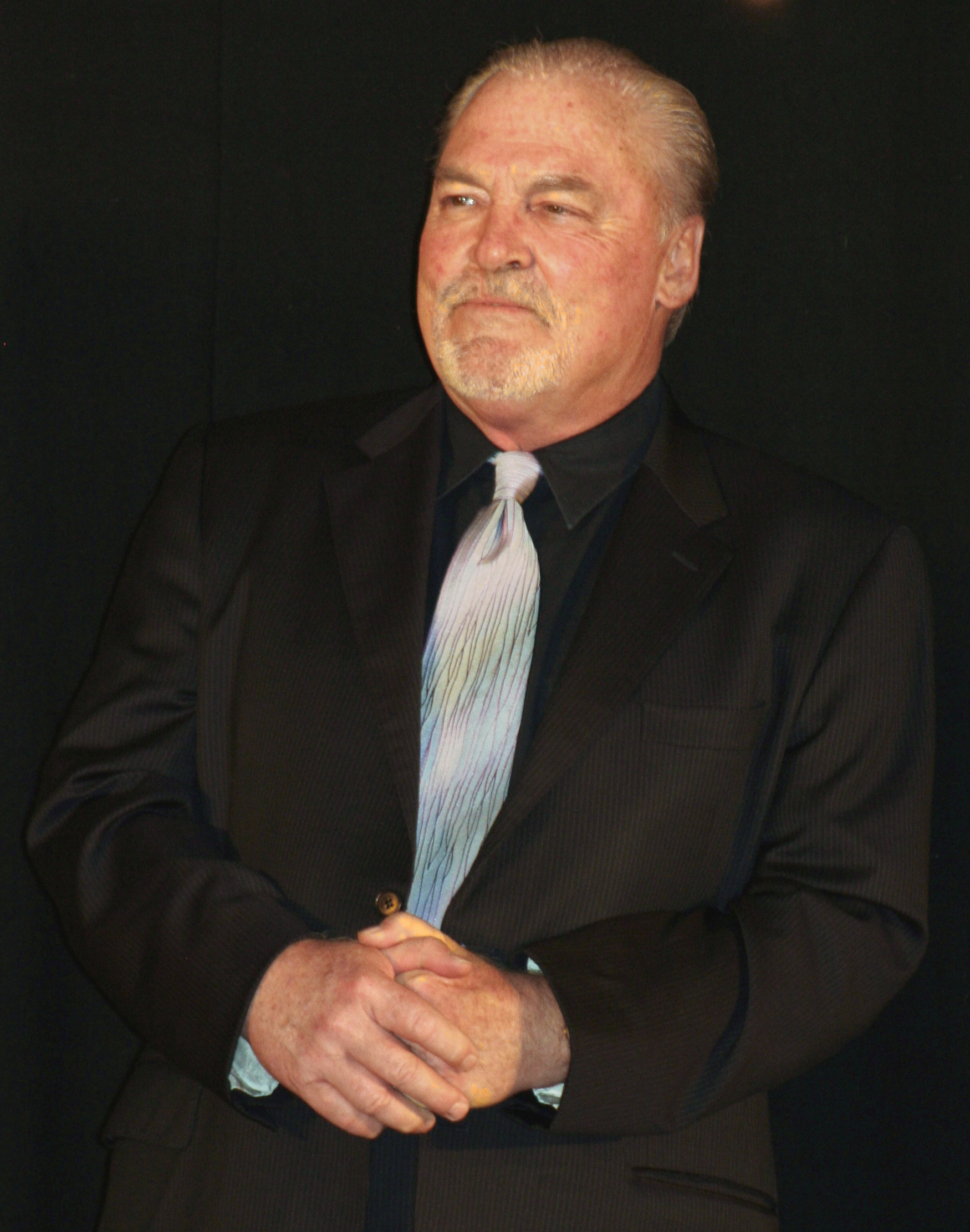
Stacy Keach
geboren in 1941

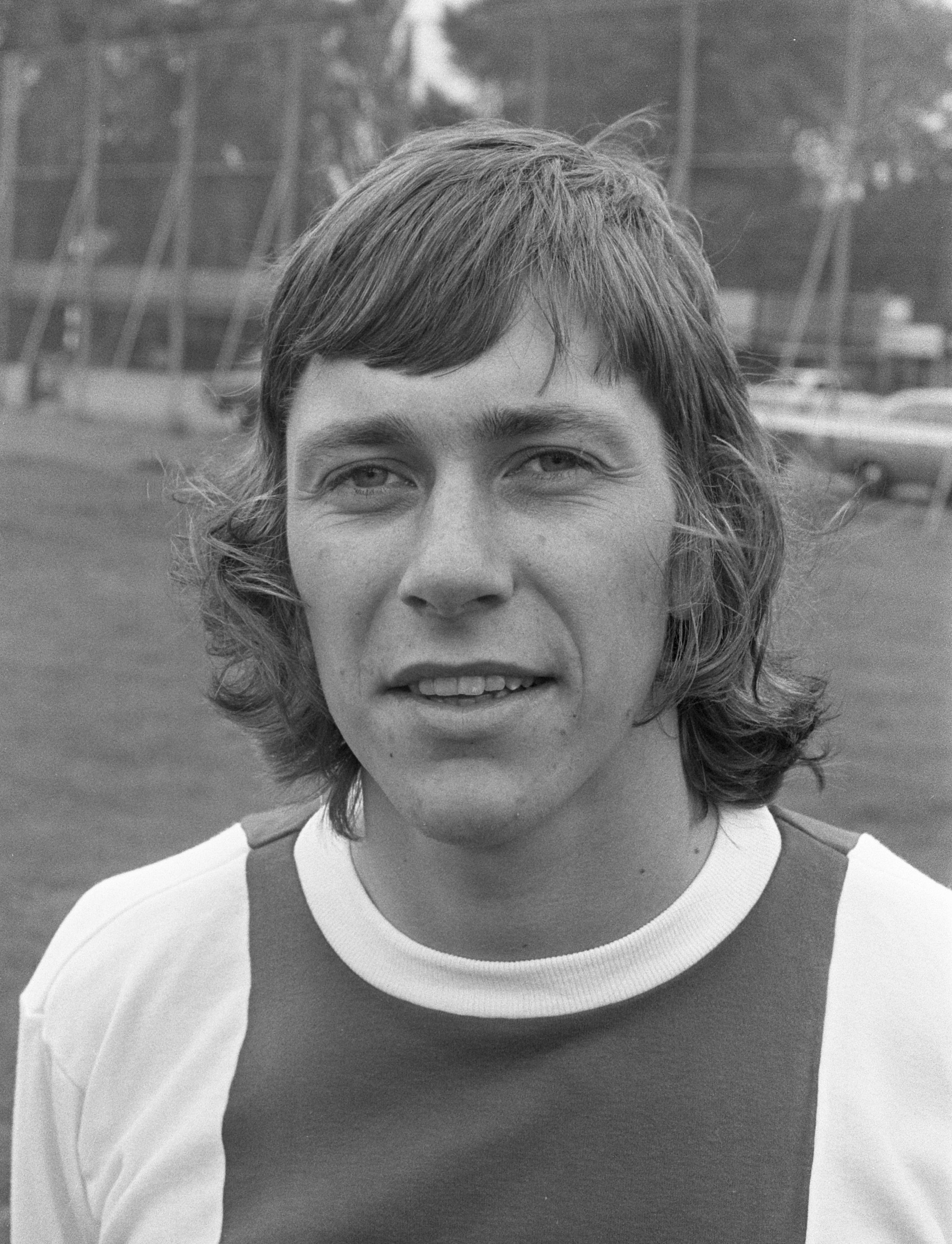
Arnold Mühren
geboren in 1951

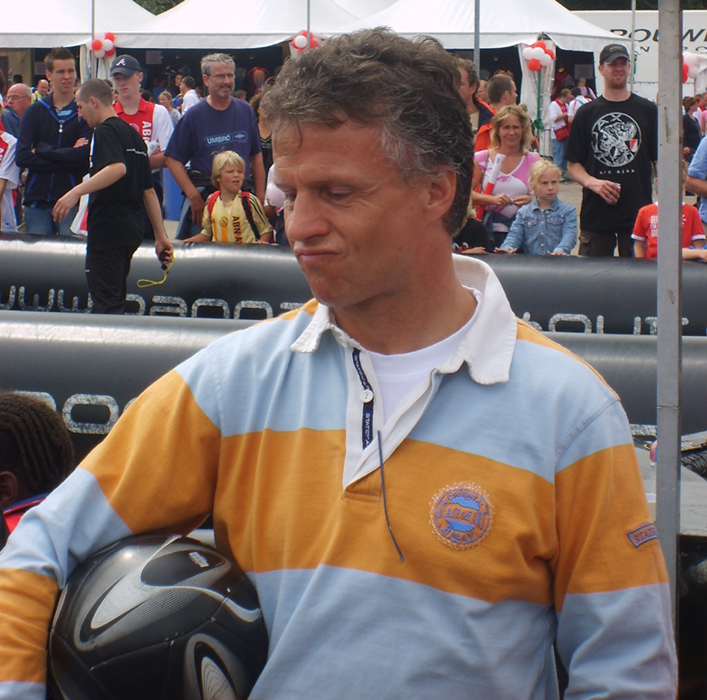
Jan Lammers
geboren in 1956

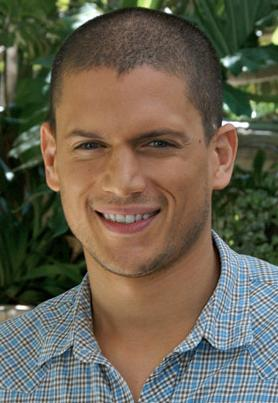
Wentworth Miller
geboren in 1972

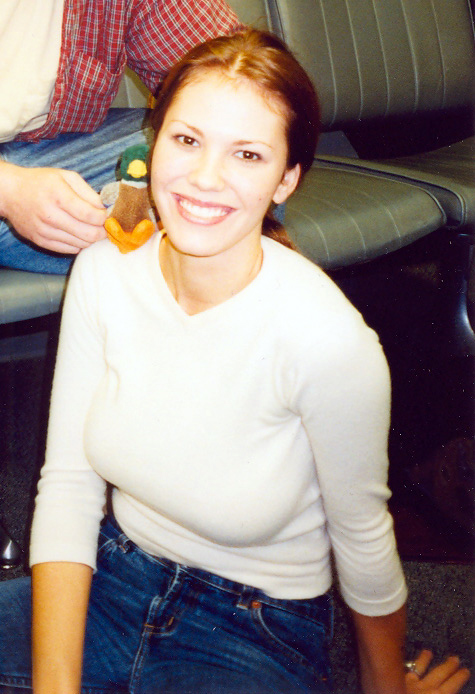
Nikki Cox
geboren in 1978

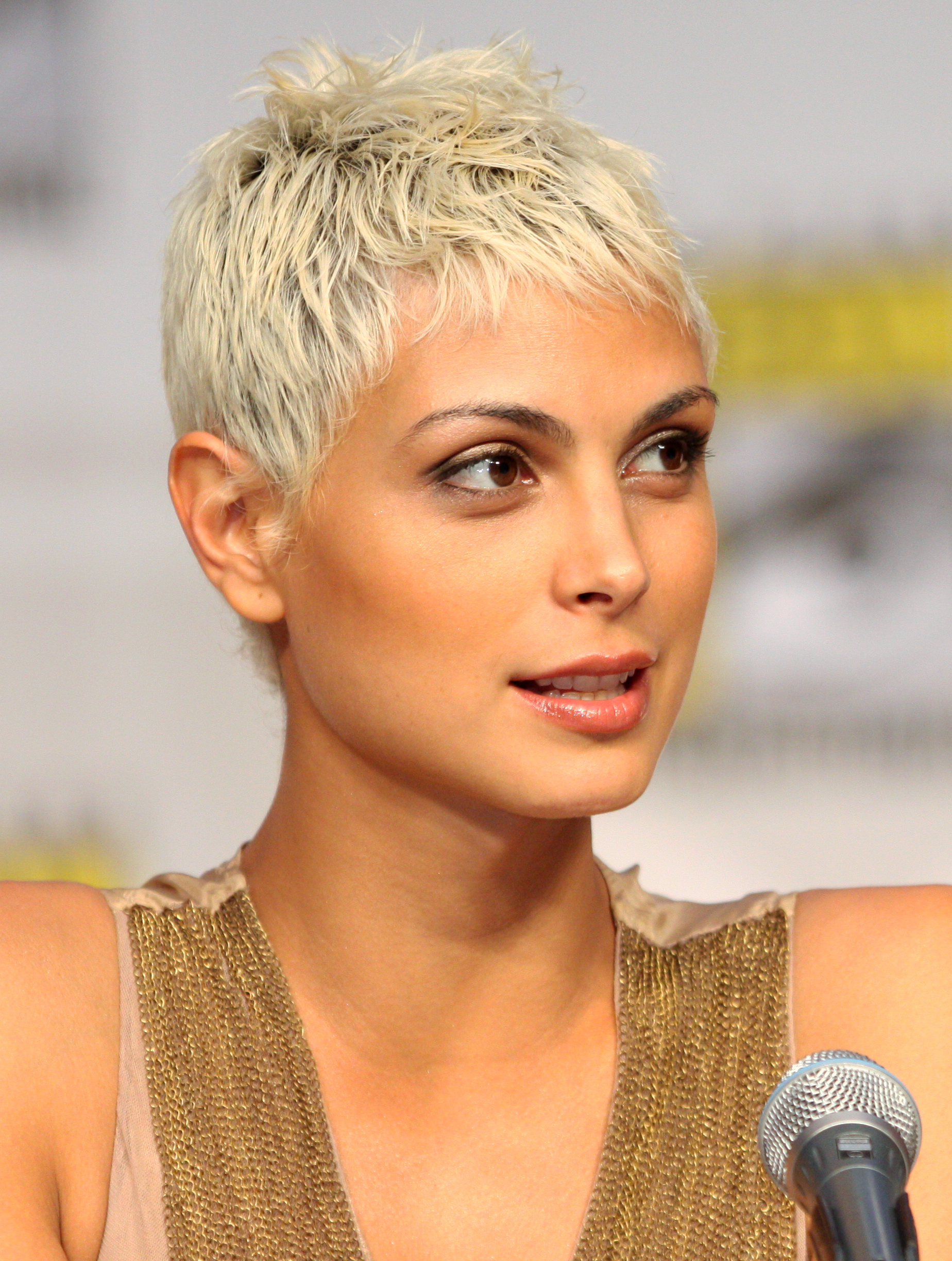
Morena Baccarin
geboren in 1979

- 1535 - Alessandro Ottaviano de' Medici, de latere Paus Leo XI (overleden 1605)
- 1621 - Rutger von Ascheberg, Zweeds gouverneur en maarschalk (overleden 1693)
- 1731 - Martha Dandridge, Amerikaans first lady (vrouw van George Washington) (overleden 1802)
- 1740 - Markies de Sade, Frans schrijver (overleden 1814)
- 1793 - Alexander Collie, Schots ontdekkingsreiziger en koloniaal chirurg in West-Australië (overleden 1835)
- 1835 - Giuseppe Melchiorre Sarto, de latere Paus Pius X (overleden 1914)
- 1840 - Thomas Hardy, Brits schrijver en dichter (overleden 1928)
- 1845 - Arthur MacArthur jr., Amerikaans generaal (overleden 1912)
- 1857 - Edward Elgar, Engels componist (overleden 1934)
- 1857 - Karl Adolph Gjellerup, Deens dichter en schrijver (winnaar Nobelprijs) (overleden 1919)
- 1866 - Marcel Kerff, Belgisch wielrenner (overleden 1914)
- 1884 - Mia May, Oostenrijks actrice (overleden 1980)
- 1885 - Hans Gerhard Creutzfeldt, Duits neuropatholoog (overleden 1964)
- 1885 - Watanabe Shōzaburō, Japans uitgever van shin hanga (overleden 1962)
- 1886 - Gottfried Benn, Duits schrijver (overleden 1956)
- 1897 - Paul Schmiedlin, Zwitsers voetballer (overleden 1981)
- 1901 - Terence Sanders, Brits roeier (overleden 1985)
- 1902 - Giuseppe Lepori, Zwitsers politicus (overleden 1968)
- 1902 - René Lunden, Belgisch bobsleeër (overleden 1942)
- 1904 - Johnny Weissmuller, Amerikaans zwemmer, olympisch kampioen en filmacteur (overleden 1984)
- 1908 - Michael Staksrud, Noors schaatser (overleden 1940)
- 1910 - Peter Pears, Engels tenor (overleden 1986)
- 1912 - Bobbie Baird, Brits autocoureur (overleden 1953)
- 1916 - Hank Beenders, Nederlands-Amerikaans basketballer (overleden 2003)
- 1916 - Jos Cleber, Nederlands dirigent, componist en programmamaker (overleden 1999)
- 1916 - Leo de Hartogh, Nederlands acteur (overleden 2007)
- 1920 - Don Branson, Amerikaans autocoureur (overleden 1966)
- 1920 - Jean Leblond, Belgisch atleet (overleden 1996)
- 1920 - Marcel Reich-Ranicki, Duits literatuurcriticus (overleden 2013)
- 1922 - Clair Patterson, Amerikaans geochemicus (overleden 1995)
- 1922 - Carmen Silvera, Engels actrice (overleden 2002)
- 1923 - Lloyd Shapley, Amerikaans econoom en Nobelprijswinnaar (overleden 2016)
- 1924 - Al Ruscio, Amerikaans acteur (overleden 2013)
- 1925 - Alewijn Oostwoud Wijdenes, Nederlands fotograaf (overleden 2015)
- 1926 - Raul Hilberg, Amerikaans historicus (overleden 2007)
- 1926 - Willy Slabbers, Belgisch atleet
- 1926 - Gig Stephens, Amerikaans autocoureur (overleden 2014)
- 1928 - Els Denneboom-Frank, Nederlands zakenvrouw (overleden 2021)
- 1929 - Frederik Devreese, Belgisch componist en dirigent (overleden 2020)
- 1930 - Jo Walhout, Nederlands voetballer (overleden 1997)
- 1930 - Moyses Ferreira Alves (Zezinho), Braziliaans voetballer (overleden 1980)
- 1934 - Karl-Heinz Feldkamp, Duits voetballer en voetbalcoach
- 1934 - Giel Haenen, Nederlands voetballer (overleden 2024)
- 1934 - Karel Kasteel, Nederlands curieprelaat
- 1934 - Pauke Meijers, Nederlands voetballer (overleden 2013)
- 1936 - Volodymyr Holoebnytsjy, Sovjet-Russisch/Oekraïens atleet (overleden 2021)
- 1936 - Jean Nelissen, Nederlands sportjournalist (overleden 2010)
- 1937 - Rosalyn Higgins, Brits rechter
- 1937 - Sally Kellerman, Amerikaans actrice (overleden 2022)
- 1938 - Crandell Addington, Amerikaans ondernemer en pokerspeler (overleden 2024)
- 1938 - Désirée Bernadotte, prinses van Zweden
- 1940 - Constantijn II van Griekenland, koning van Griekenland (overleden 2023)
- 1941 - Stacy Keach, Amerikaans acteur
- 1941 - Theo Stokkink, Nederlands radio- en televisiepresentator
- 1941 - Charlie Watts, Brits drummer (overleden (2021)
- 1942 - Tony Buzan, Brits psycholoog (overleden 2019)
- 1942 - Edoeard Malafejew, Sovjet-Wit-Russisch voetballer en trainer
- 1942 - Charles Timmermans, Belgisch atleet
- 1943 - Charles Haid, Amerikaans acteur
- 1943 - John Lilipaly, Nederlands politicus (overleden 2022)
- 1943 - Crescenzio Sepe, Italiaans kardinaal-aartsbisschop van Napels
- 1944 - Marvin Hamlisch, Amerikaans componist (overleden 2012)
- 1944 - Ben Lesterhuis, Nederlands atleet (overleden 2016)
- 1944 - Willem Ouweneel, Nederlands bioloog, filosoof en theoloog
- 1945 - Richard Long, Engels conceptueel kunstenaar, fotograaf en schilder
- 1946 - Peter Sutcliffe (de Yorkshire Ripper), Brits seriemoordenaar (overleden 2020)
- 1946 - Yves Theisen, Belgisch atleet
- 1948 - Ab Osterhaus, Nederlands viroloog en influenzadeskundige
- 1951 - Arnold Mühren, Nederlands voetballer
- 1952 - Benito Floro, Spaans voetballer en voetbalcoach
- 1953 - Cornel West, Amerikaans hoogleraar theologie en Afro-Amerikaanse studie
- 1954 - Jaap de Witte, Nederlands muzikant, tekstschrijver en componist
- 1955 - Guido De Craene, Belgisch acteur
- 1955 - Jim Hok, Surinaams politicus
- 1955 - Danilo Lim, Filipijns brigadegeneraal en couppleger (overleden 2021)
- 1955 - Lobo, Nederlands zanger (overleden 2025)
- 1956 - Koen Blijweert, Belgisch zakenman en lobbyist (overleden 2021)
- 1956 - Jan Lammers, Nederlands autocoureur
- 1957 - Valeria Răcilă Roemeens roeister
- 1957 - Mark Shreeve, Brits muziekproducent (overleden 2022)
- 1958 - Hans de Booij, Nederlands zanger
- 1958 - Jo Vandeurzen, Belgisch politicus
- 1959 - Rineke Dijkstra, Nederlands fotografe
- 1960 - Olga Bondarenko, Sovjet-Russisch/Russisch atlete
- 1961 - Mark Plaatjes, Zuid-Afrikaans-Amerikaans atleet
- 1961 - Kerry Saxby-Junna, Australisch atlete
- 1962 - David Brenner, Amerikaans filmeditor (overleden 2022)
- 1962 - Bernice Notenboom, Nederlands klimaatjournaliste, avonturierster en filmmaakster
- 1964 - Caroline Link, Duits filmregisseuse en scenarioschrijfster
- 1964 - Erwin Nijboer, Nederlands wielrenner
- 1965 - Willie Dille, Nederlands politica (overleden 2018)
- 1966 - Åsa Jakobsson, Zweeds voetbalster
- 1966 - Petra van Staveren, Nederlands zwemster
- 1967 - Casper Janssen, alias Tommy Foster en Dennis Jones, Nederlands zanger
- 1968 - Mike Dean, Engels voetbalscheidsrechter
- 1968 - Harold Dückers, Nederlands fotomodel en acteur
- 1969 - Íñigo Cuesta, Spaans wielrenner
- 1969 - Stéphane Hennebert, Belgisch wielrenner
- 1969 - Paulo Sérgio Silvestre do Nascimento (Paulo Sérgio), Braziliaans voetballer
- 1970 - B-Real, Amerikaans rapper
- 1971 - Eric Hellemons, Nederlands voetballer en voetbalcoach
- 1971 - Anthony Montgomery, Amerikaans acteur en zanger
- 1972 - Wentworth Miller, Amerikaans acteur
- 1972 - Jekaterina Karsten Wit-Russisch roeister
- 1973 - Marko Kristal, Estisch voetballer en voetbalcoach
- 1973 - Anja Smolders, Belgisch atlete
- 1975 - Arlette Adriani, Nederlands actrice
- 1975 - Brett Hawke, Australisch zwemmer
- 1976 - Gata Kamsky, Russisch-Amerikaans schaker
- 1976 - Tim Rice-Oxley, Engels muzikant
- 1977 - Judith Kirton-Darling, Brits politicus en vakbondsbestuurder
- 1977 - Zachary Quinto, Amerikaans acteur
- 1978 - Nikki Cox, Amerikaans actrice
- 1978 - Caroline Goetghebuer, Belgisch atlete
- 1978 - Janne Hietanen, Fins voetballer
- 1978 - Justin Long, Amerikaans acteur
- 1978 - Robert Petrov, Macedonisch voetballer
- 1978 - Marcelo Sosa, Uruguayaans voetballer
- 1979 - Morena Baccarin, Braziliaans actrice
- 1979 - Natalia Rodríguez, Spaans atlete
- 1980 - Fabrizio Moretti, Amerikaans drummer
- 1980 - Abby Wambach, Amerikaans voetbalster
- 1981 - Nikolaj Davydenko, Russisch tennisser
- 1981 - Kurt Hovelijnck, Belgisch wielrenner
- 1981 - Fockeline Ouwerkerk, Nederlands actrice
- 1981 - Peter Reekers, Nederlands voetballer
- 1982 - Tim Murck, Nederlands acteur
- 1982 - Guus de Vries, Nederlands voetballer
- 1983 - Jordi Hoogstrate, Nederlands voetballer
- 1983 - Fredrik Stenman, Zweeds voetballer
- 1984 - Ihor Borysyk, Oekraïens zwemmer
- 1984 - Tyler Farrar, Amerikaans wielrenner
- 1984 - Erika Villaécija, Spaans zwemster
- 1985 - José Joaquín Rojas, Spaans wielrenner
- 1986 - Bram Criel, Belgisch voetballer
- 1987 - Benjamin Lutun, Belgisch voetballer
- 1987 - Alexis Masbou, Frans motorcoureur
- 1987 - Sarah Reid, Canadees skeletonster
- 1988 - Sergio Agüero, Argentijns voetballer
- 1988 - Awkwafina, Amerikaans actrice en rapper
- 1988 - Taïna Barioz, Frans alpineskiester
- 1988 - Takashi Inui, Japans voetballer
- 1988 - Nikki Marshall, Amerikaans voetbalster
- 1989 - Freddy Adu, Ghanees-Amerikaans voetballer
- 1989 - Darius van Driel, Nederlands golfer
- 1990 - Hanna Erikson, Zweeds langlaufster
- 1990 - Michal Kwiatkowski, Pools wielrenner
- 1994 - Dennis van Aarssen, Nederlands zanger
- 1994 - Álvaro de Arriba, Spaans atleet
- 1994 - Antonio Spavone, Italiaans autocoureur
- 1997 - Michel Vlap, Nederlands voetballer
- 1997 - Marie Wattel, Frans zwemster
- 1998 - Siebe Horemans, Belgisch voetballer
- 1999 - Lois Joel, Welsh voetbalster
- 1999 - Ffion Morgan, Welsh voetbalster
- 2000 - Jay Idzes, Nederlands voetballer
- 2000 - Anastasija Kolesava, Wit-Russisch wielrenster
- 2000 - Seraina Piubel, Zwitsers voetbalster
- 2000 - Richard Ríos, Colombiaans voetballer
- 2000 - László Tóth, Hongaars autocoureur
- 2002 - Daniel Cavia, Spaans wielrenner
- 2005 - Tom Crabbe, Belgisch wielrenner
- 2005 - Robine Lacroix, Nederlands voetbalster

## Overleden

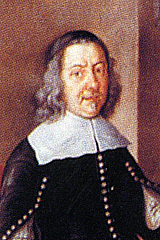
Johan van Nassau-Idstein
overleden in 1677

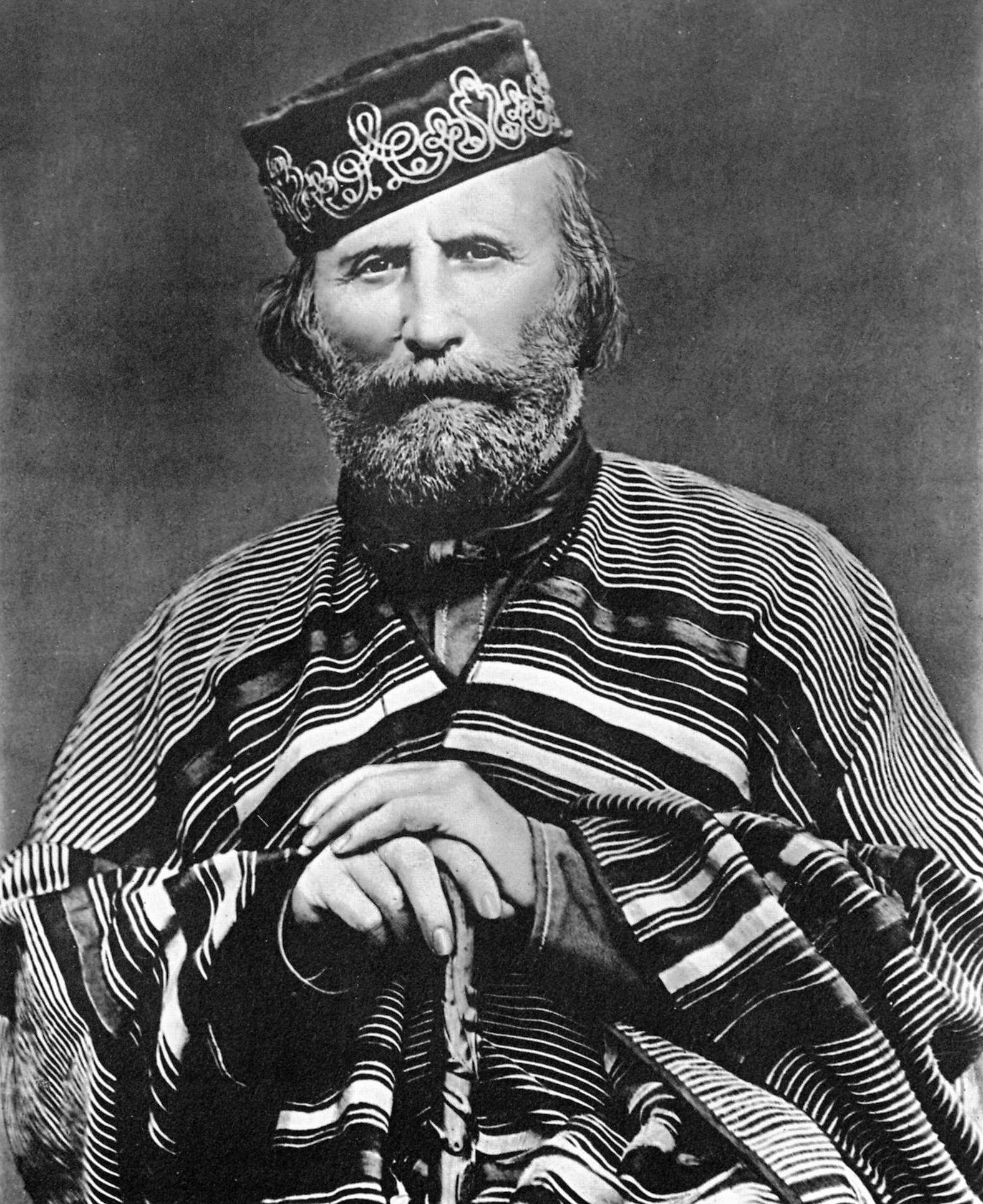
Giuseppe Garibaldi
overleden in 1882

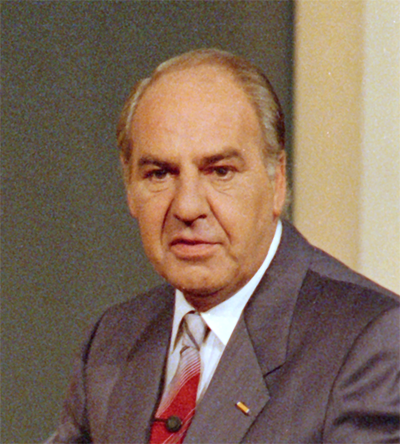
Willem Duys
overleden in 2011

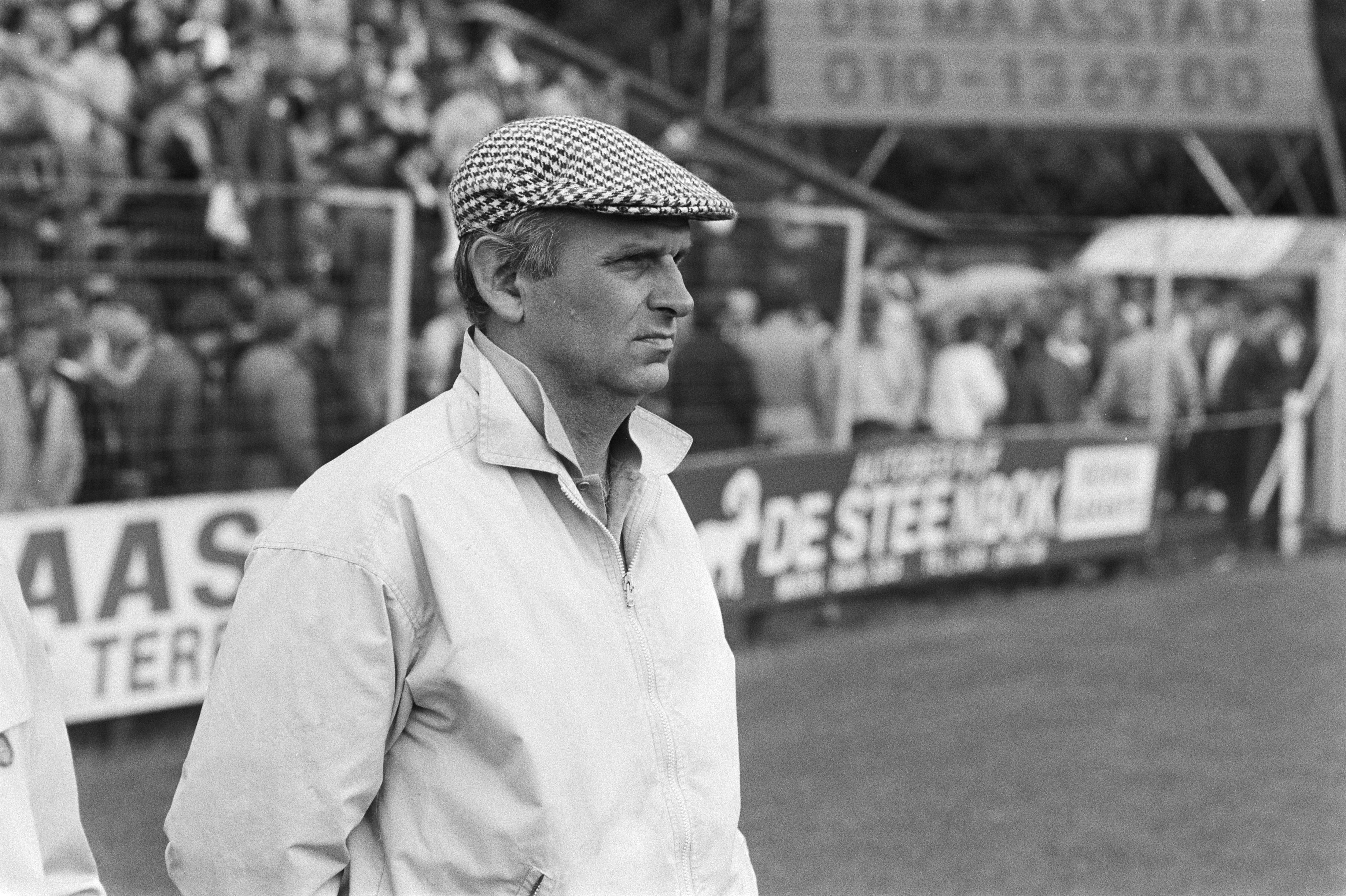
Barry Hughes
overleden in 2019

- 657 - Eugenius I, paus van de Rooms-Katholieke Kerk
- 1597 - Diederik Sonoy (± 68), geuzenleider
- 1632 - Ernst Casimir van Nassau-Dietz (68), stadhouder van Friesland, Groningen en Drenthe
- 1677 - Johan van Nassau-Idstein (73), graaf van Nassau-Idstein
- 1818 - August Wilhelm Knoch (75), Duits bioloog en natuurkundige
- 1882 - Giuseppe Garibaldi (74), Italiaans vrijheidsstrijder
- 1912 - Herman Jacob Kist (75), Nederlands jurist en politicus
- 1913 - Alfred Austin, Engels dichter
- 1931 - Marthe Massin (70), Belgisch schilderes en muze
- 1933 - Francis Jarvis (54), Amerikaans atleet
- 1952 - Louis Saeys (64), Belgisch voetballer
- 1962 - Dennis Taylor (40), Brits autocoureur
- 1963 - Paul Carpenter Standley, Amerikaans botanicus
- 1965 - Albert Michotte van den Berck (83), Belgisch psycholoog
- 1966 - Rudolf Vleeskruijer (50), Nederlands taalkundige
- 1967 - Clarence Tom Ashley (71), Amerikaans folkmusicus
- 1967 - Benno Ohnesorg (26), Duits activist
- 1968 - Edgardo Toetti (57), Italiaans atleet
- 1970 - Bruce McLaren (32), Nieuw-Zeelands autocoureur
- 1972 - Willy Mignot (56), Nederlands beeldhouwer
- 1973 - Sophie Stein (80), Nederlands cabaretière en actrice
- 1975 - Jozef Versou (70), Belgisch schrijver
- 1978 - Santiago Bernabéu (82), Spaans voetballer en voorzitter Real Madrid CF
- 1980 - Vasja Pirc (72), Sloveens schaker
- 1983 - Julio Rosales (76), Filipijns kardinaal-aartsbisschop van Cebu
- 1984 - Fernando Zóbel de Ayala (59), Filipijns kunstschilder en -verzamelaar
- 1986 - Daniel Sternefeld (80), Belgisch componist, muziekpedagoog en dirigent
- 1987 - Henry Palmé (79), Zweeds atleet
- 1987 - Andrés Segovia (94), Spaans gitarist
- 1990 - Rex Harrison (82), Engels filmacteur
- 1995 - Herman van Keeken (55) Nederlands zanger
- 1996 - Ishmael Bernal (57), Filipijns filmregisseur
- 1996 - Rene Bond (45), Amerikaans pornoactrice
- 1996 - Carel Enkelaar (75), Nederlands journalist
- 1996 - Pilar Lorengar (68), Spaans sopraanzangeres
- 1996 - Amos Tversky (59), Israëlisch-Amerikaans psycholoog
- 1999 - Hendrik Jan Louwes (78), Nederlands politicus
- 1999 - Reid Reilich (52), Amerikaans songwriter
- 2000 - Lepo Sumera (50), Estisch componist en politicus
- 2002 - Hugo van Lawick (65), Nederlands regisseur
- 2003 - Frederick Blassie (Classy) (85), Amerikaans professioneel worstelaar
- 2005 - Albert Dunning (68), Nederlands musicoloog
- 2006 - Vince Welnick (55), Amerikaans toetsenist
- 2007 - Wolfgang Hilbig (65), Duits schrijver en dichter
- 2007 - Huang Ju (68), Chinees vicepremier
- 2008 - Bo Diddley (79), Amerikaans rock-'n-roll-zanger en -gitarist
- 2008 - Mel Ferrer (90), Amerikaans filmacteur, -regisseur en -producent
- 2009 - Vitaliano Agan (74), Filipijns politicus
- 2009 - Walter Bandeira (67), Braziliaans zanger en acteur
- 2009 - Nini Boesman (91), eerste Nederlandse ballonvaarster
- 2009 - Jan Debrouwere (82), Belgisch communistisch politicus en journalist
- 2009 - David Eddings (77), Amerikaans schrijver
- 2009 - Tony Maggs (72), Zuid-Afrikaans autocoureur
- 2009 - Horst Siebert (71), Duits econoom
- 2009 - Rudolf Springer (100), Duits kunsthandelaar en galeriehouder
- 2010 - Jean Coenen (±54), Nederlands historicus, schrijver en onderwijzer
- 2011 - Willem Duys (82), Nederlands radio- en televisiepresentator
- 2012 - Richard Dawson (79), Brits acteur, komiek en presentator
- 2012 - Kathryn Joosten (72), Amerikaans actrice
- 2012 - Jan Gmelich Meijling (76), Nederlands politicus
- 2014 - Gennadi Goesarov (77), Sovjet-Russisch voetballer en trainer
- 2014 - Duraisamy Simon Lourdusamy (90), Indiaas aartsbisschop en curiekardinaal
- 2014 - Alexander Shulgin (88), Amerikaans farmacoloog en chemicus
- 2015 - Antonia Gerena Rivera (115), Puerto Ricaans supereeuwelinge
- 2015 - Irwin Rose (88), Amerikaans biochemicus
- 2015 - Theo Saat (87), Nederlands atleet
- 2016 - Tom Kibble (83), Brits natuurkundige
- 2016 - Häns'che Weiss (65), Duits jazzmuzikant
- 2017 - Leon Lemmens (63), Belgisch hulpbisschop
- 2017 - Jack O'Neill (94), Amerikaans ondernemer
- 2017 - Jeffrey Tate (74), Brits dirigent
- 2018 - Paul D. Boyer (99), Amerikaans biochemicus
- 2018 - Emil Wolf (95), Amerikaans natuurkundige
- 2019 - Luís Alberto da Silva Lemos (66), Braziliaans voetballer en trainer
- 2019 - Barry Hughes (81), Welsh voetballer, voetbaltrainer en zanger
- 2019 - Walter Lübcke (65), Duits politicus
- 2019 - Alan Rollinson (76), Brits autocoureur
- 2020 - Werner Böhm (78), Duits schlagerzanger en muzikant
- 2020 - John Cuneo (91), Australisch zeiler
- 2020 - Carlo Ubbiali (90), Italiaans motorcoureur
- 2020 - Wes Unseld (74), Amerikaans basketbalspeler
- 2020 - Jan Zeeman (78), Nederlands ondernemer
- 2021 - Huub Hennissen (87), Nederlands muzikant (Radi Ensemble)
- 2021 - Hasan Saltik (56), Turks muziekproducent
- 2021 - Bill Scanlon (64), Amerikaans tennisspeler
- 2021 - Herman Stok (93), Nederlands presentator
- 2023 - Mike Ho Sam Sooi (69), Surinaams-Nederlands acteur
- 2023 - Kaija Saariaho (70), Fins componiste
- 2024 - Wensley Bundel (75), Surinaams voetballer
- 2024 - Janis Paige (101), Amerikaans actrice
- 2025 - Roger Freeman (83), Brits politicus
- 2025 - Pierre Nora (93), Frans historicus
- 2025 - Oesje Soekatma (68), Surinaams-Nederlands musicus

## Viering/herdenking
- Italië: Festa della Repubblica (Dag van de Republiek)

- rooms-katholieke kalender:

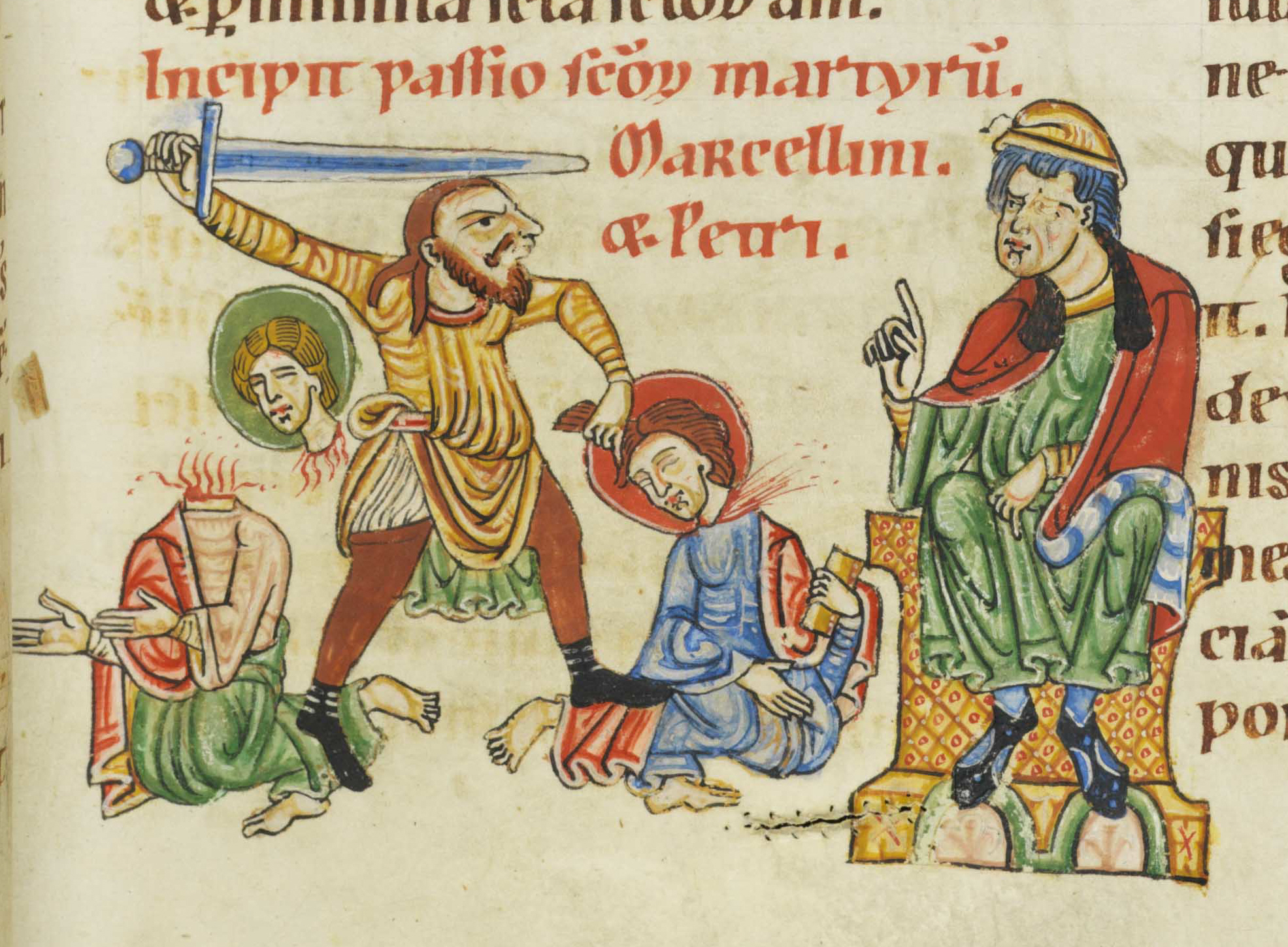
H. Marcellinus en Petrus

  - Heilige Marcellinus en Petrus († 304) - Vrije Gedachtenis
  - Heilige Martelaren van Lyon: Photinus van Lyon en Blandina († 177)
  - Heilige Erasmus (van Formiae) († c. 303)
  - Heilige Eugeen I († 657)

## Weerextremen

### Nederland
| | Officiële records | Officiële records | Officiële records |      | Landelijke records | Landelijke records | Landelijke records |
| Gebeurtenis | Jaar              | Extreem           | Locatie           | Jaar | Extreem            | Locatie            |                    |
| --- | ----------------- | ----------------- | ----------------- | ---- | ------------------ | ------------------ | ------------------ |
| Laagste etmaalgemiddelde temperatuur (°C) | 1953              | 6,8               | De Bilt           |      | 1975               | 6,5                | De Kooy            |
| Hoogste etmaalgemiddelde temperatuur (°C) | 2019              | 22,6              | De Bilt           |      | 2019               | 24,5               | Maastricht         |
| Laagste minimumtemperatuur (°C) | 1975              | 0,2               | De Bilt           |      | 1962               | −0,9               | Deelen             |
| Hoogste minimumtemperatuur (°C) | 1982              | 16,0              | De Bilt           |      | 1947               | 17,6               | Eelde              |
| Laagste maximumtemperatuur (°C) | 1953              | 9,2               | De Bilt           |      | 1953               | 9,0                | Maastricht         |
| Hoogste maximumtemperatuur (°C) | 2019              | 30,4              | De Bilt           |      | 2019               | 32,9               | Volkel             |
| Hoogste uurgemiddelde windsnelheid (m/s) | 1938, 1946, 1948  | 13,4              | De Bilt           |      | 1938               | 21,6               | De Kooy            |
| Hoogste windstoot (m/s) | 1952              | 20,1              | De Bilt           |      | 2003               | 27,0               | Marknesse          |
| Langste zonneschijnduur (uur) | 1902              | 16,1              | De Bilt           |      | 1902               | 16,1               | De Bilt            |
| Langste neerslagduur (uur) | 1973              | 11,4              | De Bilt           |      | 1973               | 13,7               | De Kooy            |
| Hoogste etmaalsom van de neerslag (mm) | 2008              | 19,6              | De Bilt           |      | 2003               | 115,6              | Marknesse          |
| Laagste etmaalgemiddelde relatieve vochtigheid (%) | 1911              | 43                | De Bilt           |      | 1928, 2011, 2020   | 42                 | Maastricht         |
| Laagste uurwaarde luchtdruk op zeeniveau (hPa) | 1946              | 993,0             | De Bilt           |      | 1946               | 990,0              | De Kooy            |
| Hoogste uurwaarde luchtdruk op zeeniveau (hPa) | 2011              | 1032,3            | De Bilt           |      | 2011               | 1035,5             | Hoorn Terschelling |
| Officiële records worden altijd gemeten op het KNMI-weerstation in De Bilt. Landelijke records kunnen worden gemeten op elk officieel KNMI-weerstation in Nederland. |                   |                   |                   |      |                    |                    |                    |

Uitzonderlijke gebeurtenissen
- 1908 - Officieel hoogste minimumtemperatuur in °C van het jaar gemeten in De Bilt: 15,8
- 1953 - Officieel maandrecord laagste etmaalgemiddelde temperatuur in °C van juni gemeten in De Bilt: 6,8
- 1953 - Officieel maandrecord laagste maximumtemperatuur in °C van juni gemeten in De Bilt: 9,2
- 1962 - Landelijk maandrecord laagste minimumtemperatuur in °C van juni gemeten in Deelen: −0,9
- 2003 - Landelijk maandrecord hoogste etmaalsom van de neerslag in mm van juni gemeten in Marknesse: 115,6
- 2019 - Eerste officiële tropische dag van het jaar (maximumtemperatuur ≥ 30 °C in De Bilt)

### België
Dagrecords
- 1962 - Laagste etmaalgemiddelde temperatuur 7,5 °C
- 2019 - Hoogste etmaalgemiddelde temperatuur 23,8 °C[9]
- 1962 - Laagste minimumtemperatuur 1,7 °C
- 1947 - Hoogste maximumtemperatuur 31,8 °C
- 1992 - Hoogste etmaalsom van de neerslag 47 mm. Dit is de natste dag ooit in de maand juni.

Uitzonderlijke gebeurtenissen
- 1953 - Sneeuw in Hoge Venen.
- 1954 - 91 mm neerslag in Zoutleeuw, in Vlaams-Brabant.
- 1978 - 52 mm neerslag in Elsene en 78 mm neerslag in Maredsous (Anhée).
- 1992 - Nochtans valt de meeste neerslag in Oost-Vlaanderen: 81 mm in Merelbeke en 84 mm in Gentbrugge (Gent).
- 1994 - Tornado veroorzaakt schade in Ligney en Darion.
- 2008 - Een onweerscomplex met zeer veel bliksemontladingen zorgt voor schade door grote hagelstenen en voor veel neerslag. In Molenstede (Diest) valt 86 mm.

<< · 1 · 2 · 3 · 4 · 5 · 6 · 7 · 8 · 9 · 10 · 11 · 12 · 13 · 14 · 15 · 16 · 17 · 18 · 19 · 20 · 21 · 22 · 23 · 24 · 25 · 26 · 27 · 28 · 29 · 30 · >>